# Christoph Kaesler
Christoph Kaesler (12 april 1988) is een voetballer die speelt bij KAS Eupen.

## Statistieken
| seizoen | club                    | land      | competitie    | wed. | goals |
| ------- | ----------------------- | --------- | ------------- | ---- | ----- |
| 2010/11 | SV Bergisch Gladbach 09 | Duitsland | NRW-Liga      | 2    | 0     |
| 2011/12 | KAS Eupen               | België    | Tweede Klasse | 3    | 0     |
|         |                         |           | Totaal        | 5    | 0     |